# مسائل زیست محیطی در عراق
عراق دارای تعداد زیادی از مسائل زیست‌محیطی می‌باشد.

### نشت نفت
نشت متعدد نفت به دلیل آسیب‌هایی که به زیرساخت‌های نفتی عراق وارد شده است و همچنین عدم وجود امکانات تصفیه آب در پالایشگاه‌های عراق باعث آلودگی آب‌های این کشور شده است.

### بهداشت
به دلیل زیرساخت‌های آسیب دیده، بخش قابل توجهی از جمعیت عراق آب کافی در اختیار ندارند و تأمین آب دشوار است. به همین دلیل سطح بهداشت در کشور عراق پایین می‌باشد.

### مهمات منفجر نشده
عملیات‌های نظامی در سه جنگ (ایران و عراق، جنگ خلیج فارس و جنگ عراق) باعث شده است که مهمات منفجر نشده و مین‌های زمینی در موقعیت‌های مختلف این کشور در معرض انفجار باشند. در اوایل سال ۲۰۰۰ این مهمات باعث زخمی شدن و کشته شدن حدود ۱۰۰٬۰۰۰ نفر شد.

### آلودگی
مکان‌هایی وجود دارد که در آن زباله‌های شهری و پزشکی در یک جا جمع شده‌اند و این مورد احتمال شیوع بیماری‌های واگیردار را نیز افزایش می‌دهد. یکی دیگر از موارد آلودگی، تخریب زیرساخت‌های نظامی و صنعتی در طول جنگ‌های مختلف است که باعث شده فلزات سنگین و دیگر مواد خطرناک از طریق هوا، خاک و آب‌های زیرزمینی منتشر شوند.
در ژوئن سال ۲۰۰۳ یک آتش‌سوزی در کارخانه گوگرد المیشراق در نزدیکی موصل به وجود آمد که به مدت سه هفته این آتش‌سوزی ادامه داشت. این آتش‌سوزی بزرگ‌ترین آتش‌سوزی ساخته دست بشر است که تاکنون به ثبت رسیده است و منجر به انتشار دی اسید گوگرد شد.

### فرسایش زمین
استفاده نا درست از دشت‌های آبرفتی باعث کم شدن کیفیت خاک دشت‌ها شده است همچنین زهکشی نادرست باعث کم شدن کیفیت خاک شده است. از طرفی عواملی مانند باد باعث از بین رفتن خاک حاصل خیز و بیان زایی می‌شود.

### حوضه رودخانه

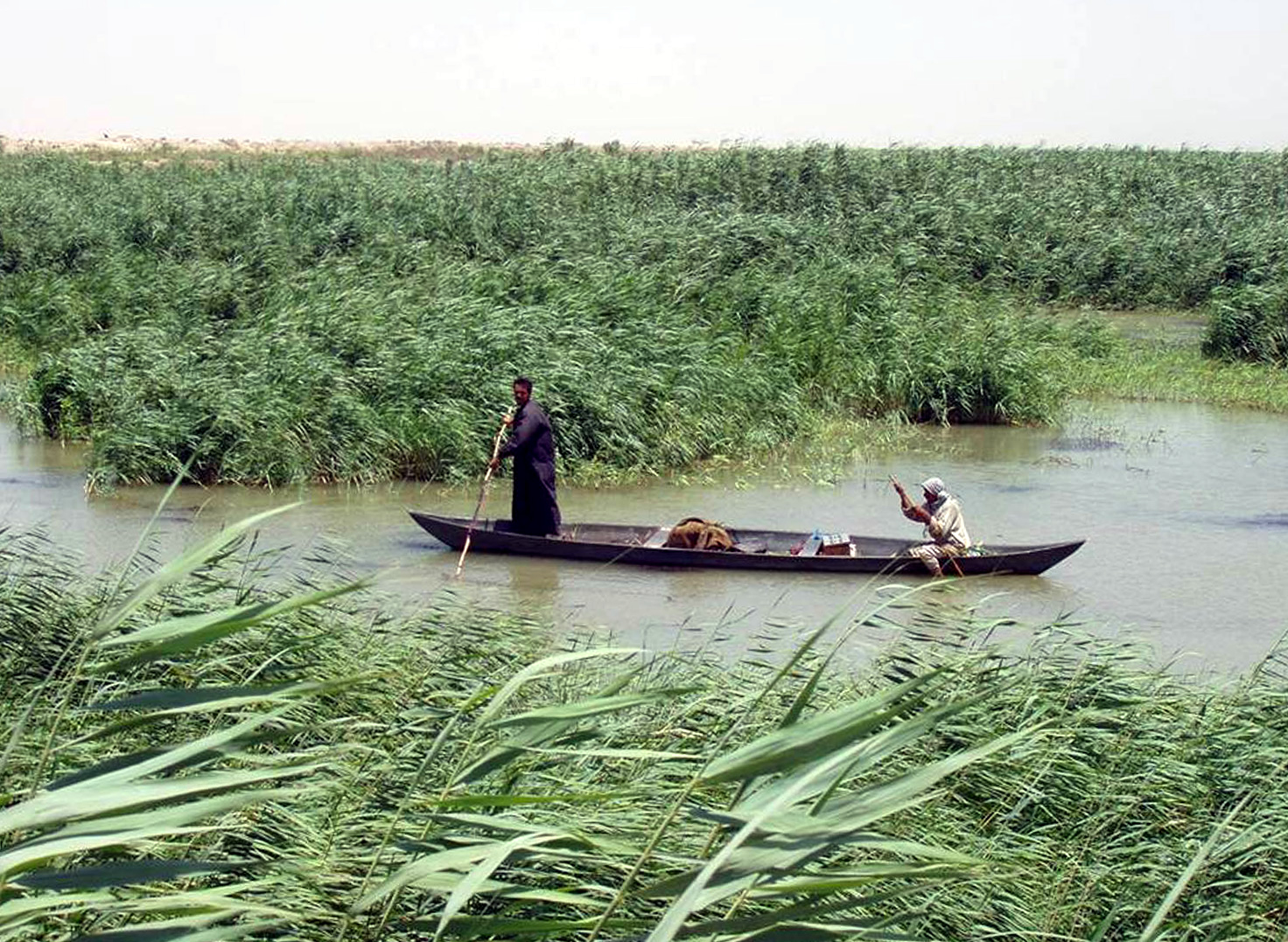
عربهای هور در تالاب.

آلودگی فرامرزی و عدم مدیریت حوضه رودخانه توسط دولت، به تخریب آبراه‌های اصلی عراق منجر شده است.. در زمان صدام حسین، دولت با پروژه ساخت کانالی، باعث خشک شدن دشت‌های حاصل خیز و از بین رفتن حیات وحش شد.
با توجه به گزارش ۲۰۰۱ برنامه محیط زیست سازمان ملل متحد، نتایج این پروژه شامل:
- از دست دادن یک منطقه مهاجرتِ پرندگان مهاجر از اوراسیا به آفریقا و در نتیجه کاهش جمعیت پرنده در مناطقی مانند اوکراین و قفقاز است.

```
انقراض چندین گونهٔ گیاهی و جانوری بومی.
```

- بالا رفتن شوری خاک در باتلاق‌ها و مناطق مجاور، و در نتیجه از دست دادن تولید فراورده‌های لبنی، ماهیگیری، و کشت برنج.
- بیابان زایی از بیش ۷۵۰۰ مایل مربع (۱۹٬۰۰۰ کیلومتر مربع)
- نفوذ آب شور و افزایش جریان آلاینده در آبراه شط العرب، باعث اختلال در شیلات خلیج فارس شده است.

## واکنش دولت
در سال ۲۰۰۴، وزارت محیط زیستِ دولت موقت، کاهش تالاب شط العرب و همچنین بحران‌های زیست‌محیطی را در اولویت پایینی قرار داد.